# Pulegona
La pulegona es un compuesto orgánico  natural que aparece en la lista de los aceites esenciales de una variedad de plantas, principal pero no exclusivamente de la familia labiadas, tales como Nepeta cataria (hierba gatera), Mentha piperita (menta) , y Mentha pulegium (poleo). Se clasifica como un monoterpeno.
La pulegona tiene el aspecto de un aceite transparente e incoloro, con un olor agradable semejante a los del poleo, la menta o el alcanfor. Se utiliza con otros aceites esenciales, como parte de extractos de las plantas que la producen, en perfumería y en aromaterapia. 

## Toxicología
Es tóxico para las ratas en dosis altas. Asekun et al. observaron que la proporción de pulegona  en el extracto de Mentha longifolia L. se reduce cuando la planta se deseca empleando métodos que implican mayor temperatura, como desecación en horno a 80 °C, lo que reduce su toxicidad.
La pulegona también es un insecticida , la más poderosa de 3 sustancias insecticidas naturales de muchas especies de menta.

## Plantas que lo contienen
Entre otras:
- Mentha longifolia[6]
- Mentha pulegium[9]
- Mentha × piperita[10]